# Jan Golinski
Pour les articles homonymes, voir Golinski.
Jan V. Golinski (né en 1957) est un historien des sciences américain, professeur d'histoire des sciences à l'université du New Hampshire.

## Biographie
Jan Golinski est né le 9 avril 1957.

## Distinctions
Il est président de l'History of Science Society depuis 2020.

## Publications
- Science as public culture: Chemistry and Enlightenment in Britain, 1760-1820. Cambridge University Press (1992)[2],[3].
- Making natural knowledge: Constructivism and the history of science. Cambridge University Press (1998).
- avec Simon Schaffer et William Clark : The sciences in enlightened Europe. University of Chicago Press (1999).
- avec Trevor Harvey Levere et Gerard L'Estrange Turner : Discussing Chemistry and Steam: The Minutes of a Coffee House Philosophical Society 1780-1787. Oxford University Press (2002).
- Making Natural Knowledge - Constructivism and the History of Science. University of Chicago Press, 2005  (ISBN 9780226302317)[4].
- British Weather and the Climate of Enlightenment. University of Chicago Press (2007)[5].
- The Experimental Self: Humphry Davy and the Making of a Man of Science. University of Chicago Press (2016).